# アチェッラ
アチェッラ (イタリア語: Acerra) は、イタリア共和国カンパニア州ナポリ県にある都市であり、その周辺地域を含む人口約6万人の基礎自治体（コムーネ）。

## 地理

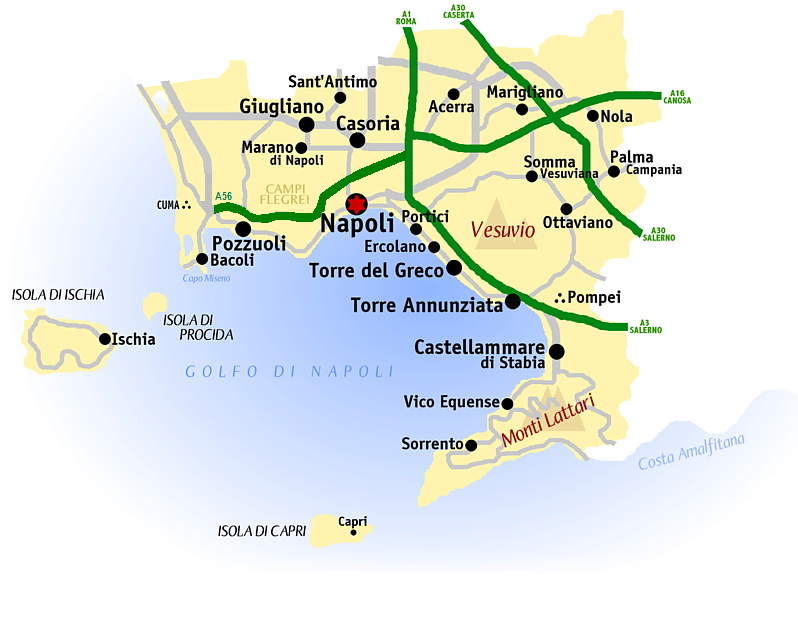
ナポリ県概略図

### 位置・広がり
ナポリ県北部に位置するコムーネで、市域の北はカゼルタ県との県境となっている。ナポリ中心部からは北東へ13km、カゼルタから南南東へ14kmの距離にある。
| 隣接するコムーネは以下の通り。括弧内のCEはカゼルタ県所属を示す。 - マッダローニ (CE) - 北 - サン・フェリーチェ・ア・カンチェッロ (CE) - 北東 - ノーラ - 東 - マリリアーノ - 東 - ブルシャーノ - 南東 - カステッロ・ディ・チステルナ - 南東 - ポミリアーノ・ダルコ - 南 - カザルヌオーヴォ・ディ・ナーポリ - 南西 - アフラゴーラ - 南西 - カイヴァーノ - 西 - マルチャニーゼ (CE) - 北西 |

## 歴史
アチェッラは、この地方で最も古い都市のひとつである。おそらくはオスキ人によって、Akeru の名で建設された（ラテン語: Acerrae）。
アチェッラは紀元前216年、ハンニバルによって破壊された。紀元前210年に再建されている。
同盟市戦争中の紀元前90年には、ローマ側がこの都市を拠点とした
826年、ロンバルド人はこの地に城を築いたが、この城はのちにナポリ公ボーノ (it:Bono di Napoli) によって破壊された。881年にはサラセン人によって略奪を受けた。のちにこの地はノルマン人の所有に帰し、公爵領の首府となった。ナポリ王国の一部として、領主はアキーノ家（Aquino）、オリーリア家（Origlia）、オルシーニ・デル・バルツォ家（Orsini del Balzo）と移り変わり、1496年以後1812年まではカルデナス家（Cardenas）の封土であった。
1927年まで、この都市はテッラ・ディ・ラヴォロ県 (Terra di Lavoro) に属していた。

## 社会

### 環境問題

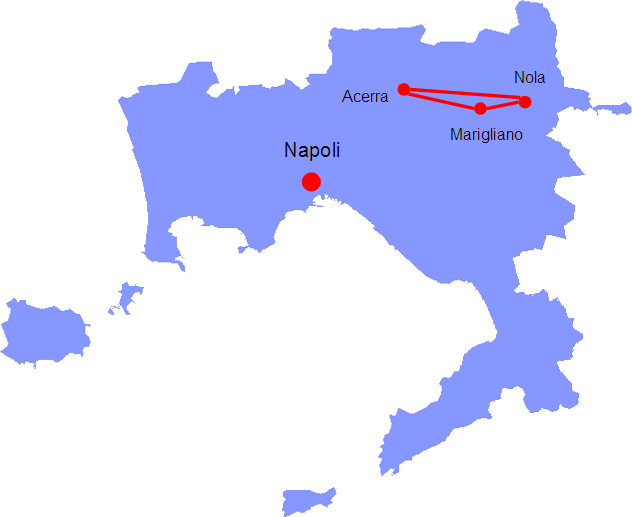
「死の三角地帯」

アチェッラ、マリリアーノ、ノーラ一帯では、不法な廃棄物処理によって深刻な健康被害が出ており、「死の三角地帯」(Triangolo della morte) という不名誉な称号を得ている。これは1980年代頃から当地の犯罪組織カモッラが有害廃棄物の不法投棄や焼却に関わった影響で、周辺地域ではがん患者などが増加している。

## 交通

### 鉄道
RFI（旧イタリア国鉄）
- ローマ＝フロジノーネ＝カッシーノ＝ナポリ線
アチェッラ駅 (it:Stazione di Acerra (RFI))

なお、RFIのアチェッラ駅からは、FIATの工場とを結ぶ工業線 (it:Raccordo industriale di Acerra) が出ている。
チルクムヴェスヴィアーナ鉄道
- ポミリアーノ・ダルコ＝アチェッラ線 (it) （ナポリ＝バイアーノ線 (it) の支線）
アチェッラ駅 (it:Stazione di Acerra (Circumvesuviana))

### 道路
アウトストラーダ
市域北東部をアウトストラーダ A30が通過する。このほか、市域の西側（カイヴァーノ、アフラゴーラ）を走るアウトストラーダ A1、市域の南側（ポミリアーノ・ダルコなど）を走るアウトストラーダ A16に囲まれている。アチェッラ市街地南西方のA1上に「アフラゴーラ・アチェッラ・ジャンクション」があり（所在地はアフラゴーラ市域）、高規格国道SS162NCと交差している。
国道
- SS7bis/var  (it:Strada statale 7 bis var)
- SS162NC  (it:Strada statale 162 NC Asse Mediano)

## 文化・観光

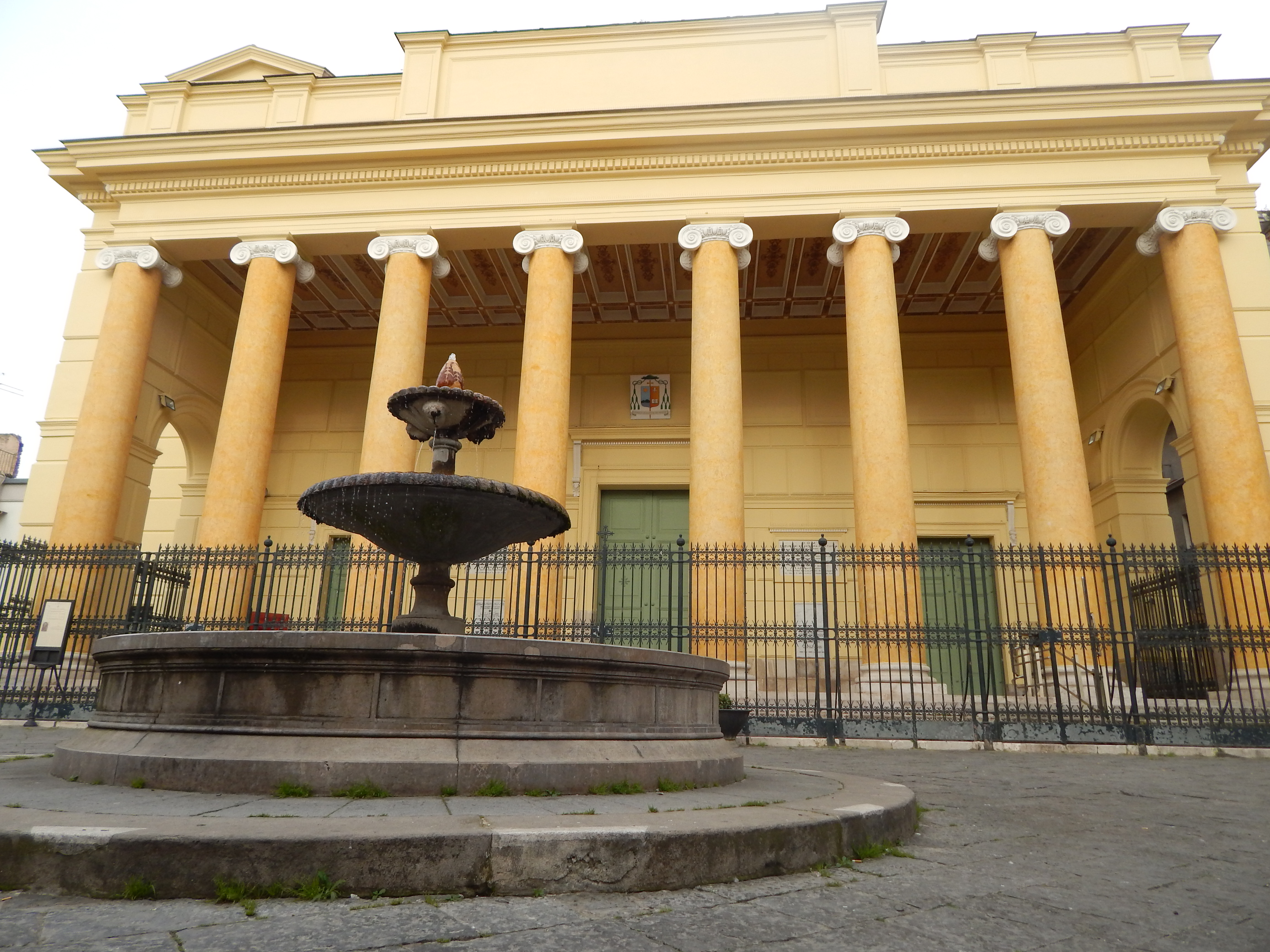
アチェッラ大聖堂

アチェッラ大聖堂（Cattedrale di Acerra）
アチェッラ大聖堂 (Acerra Cathedral) は、もともとヘラクレスを祀っていた神殿の上に建設されたもので、19世紀に再建された。17世紀のバロック様式の絵画をおさめており、司教館を併設する。
コルプス・ドミニ教会（Chiesa Corpus Domini）
16世紀の建設
マリア・サンティッシマ・アンヌンツィアータ教会（Chiesa di Maria SS. Annunziata）
15世紀の建設。12世紀につくられた受難像や、15世紀に描かれた受胎告知像（伝デッロ・デッリ作 (Dello di Niccolò Delli) ）がある。
サン・ピエトロ教会（Chiesa di san Pietro）
16-17世紀。
領主館 (Castello dei Conti di Acerra)
スエッスラ遺跡
スエッスラの考古遺跡は、町の郊外（40°59'23.47"N 14°23'53.41"E）にある。『ローマ建国史』によれば、紀元前4世紀に共和政ローマとサムニウムが争った、第一次サムニウム戦争中のスエッスラの戦いの舞台となった。

## 人物

### 著名な出身者
- シビッラ・ディ・アチェッラ（英語版） - 12世紀のシチリア王タンクレーディの王妃、摂政
- ラルフ・マーテリー（英語版） - 20世紀半ば、米国で活動した歌手